# Carlos Enrique Díaz Sáenz Valiente
Carlos Enrique Díaz Sáenz Valiente  Bachman (ur. 25 stycznia 1917 w Mar del Plata, zm. 14 lutego 1956 w Villa Berna w prowincji Córdoba) – argentyński strzelec sportowy.
Reprezentował Argentynę na letnich igrzyskach olimpijskich w 1948 r. i w 1952 r. Na igrzyskach w 1948 zdobył srebrny medal.
Zginął w wypadku lotniczym.